# Slingsby T.31 Tandem Tutor
Dimensions
Le T.31 Tandem Tutor est un planeur d'entraînement militaire britannique, conçu et construit par Slingsby et utilisé en grand nombre par l'Air Training Corps entre 1951 et 1986.

## Conception et développement
Le T.31 est un biplace en tandem extrapolé du Slingsby T.8 Kirby Tutor (RAF Cadet TX.2). Le fuselage était basé sur celui du T.29 Motor Tutor, allongé et légèrement élargi. Les ailes et l'empennage sont restés identiques. Un seul prototype T.31A a volé en 1949 avant la production du T.31B, avec des volets et un second hauban rigide pour l'aile.

## Historique opérationnel
Le principal client du T.31B était la Royal Air Force pour l’entraînement des cadets de l’air. Ses planeurs étaient désignés sous le nom de Cadet TX Mark 3. Très proche du monoplace déjà en service, il permettait une conversion facile du biplace vers le monoplace. La RAF a reçu 126 TX.3 entre 1951 et 1959.
Il a également trouvé un marché avec des clubs civils au Royaume-Uni mais la plupart des planeurs civils ont été construits à partir de kits et de pièces de rechange en utilisant des ailes de Tutor existantes. Les T.31 ont été exportés en Birmanie, à Ceylan, en Israël, en Jordanie, au Liban, au Pakistan et en Rhodésie. En outre, un petit nombre a été construit en Argentine, en Israël et en Nouvelle-Zélande. Le T.35 Austral est un développement unique dont l'envergure a été portée à 15.64 m, vendu au Waikerie Gliding Club en Australie en 1952
Après le remplacement des TX3 de la RAF par des planeurs plastiques au milieu des années 1980, la flotte a été vendue, mais n'a jamais gagné la même popularité auprès des propriétaires civils que le Slingsby T.21 Sedbergh biplace côte à côte qui était un planeur moins cher conçu pour l'école de début. Certains ont été convertis en avions ultra-légers en tant que Motor Cadets, le cockpit avant étant remplacé par un moteur Volkswagen ou similaire, et muni d'un train d'atterrissage classique.

## Planeurs exposés
- US Southwest Soaring museum
- Royal Air Force Museum, Hendon
- RAF Manston History Museum